# Nordic Sad
Nordic Sad är en svensk musikgrupp från Malmö, bildat av Victor Hanning och Ola Wirling år 2019. Namnet är taget från en intervju med Björn Ulvaeus där han beskrev en Abba-låt som "Nordic Sad". Bandet har jämförts med artister som David Bowie och Nick Cave. Deras debut EP släpptes 25 november 2022 på Så länge skutan kan gå Records.

## Medlemmar
- Victor Hanning
- Ola Wirling
- Paulina Rydnemalm
- Leo Zethraeus
- Andy Yeo
- Hanna Söderqvist

## Diskografi

### Studioalbum
- 2022 – "Unity" (EP)

### Singlar
- 2022 – "Here To Survive"
- 2024 - "The King"